# Xu Yiyang
Xu Yiyang (chino: 藝洋; Nanchong, Sichuan, China; 12 de septiembre de 1997) es una cantante, bailarina y actriz china que actualmente se encuentra afiliada a la agencia, L.TAO Entertainment, fundada por Huang Zi Tao. Xu Yiyang hizo su debut en solitario el 16 de julio de 2020 con el sencillo digital "Listen".

## Vida
Xu Yiyang nació el 12 de septiembre de 1997 en Nanchong, Sichuan, China. Se graduó en la Escuela Secundaria Nº 10 de Nanchong.

## Carrera

### 2016-2019: Inicios de carrera
El 19 de septiembre, apareció en el programa web coreano "MY SMT" y fue anunciada como la nueva integrante del grupo de aprendices de SM Entertainment, SMROOKIES, junto a Ningning de Aespa. Como aprendiz, en compañía de sus compañeras, interpretó el tema "Into The New World".
En septiembre, Xu Yiyang anunció a través de su cuenta de Weibo que había dejado SM Entertainment. Eventualmente, se informó que había firmado un contrato con L.TAO Entertainment, una compañía fundada por el exmiembro de EXO, Tao.
El 21 de octubre, comenzó a aparecer en "The Next Top Band" (下一站传奇). Fue eliminada en el episodio 3, sin embargo, fue traída de vuelta en el episodio 8. Se clasificó en séptimo lugar en la final, por lo tanto, debutó como miembro del grupo de chicas Legal High. El grupo hizo su primera aparición el 31 de diciembre, como artista invitado de "Dream Oriental New Year Celebration".
El 3 de enero, Legal High lanzó el su tema debut "Hai"(嗨). El 20 de enero, el grupo Legal High celebró una conferencia en Shanghái para informar de su próximo sencillo. El 28 de febrero, Legal High lanzó su segundo sencillo titulado "Heart Star"(心星). El 25 de marzo, Legal High asistió a la 26ª Ceremonia de los Premios "Eastern Wind", y ganaron el premio al "Mejor Recién Llegado".
El 10 de mayo de 2019, fue invitada a asistir a la "Gala del Día de la Marca China" e interpretó la canción y baile de apertura "Enjoy 510". Con solo dos temas lanzados, Legal High no ha estado activo desde junio y los medios de comunicación locales suponen que el grupo se ha disuelto. Entre octubre y noviembre, Xu Yiyang participó en la segunda temporada de Super Nova Games, de la cadena Tencent.

### 2020-presente: Debut en solitario como cantante y actriz
En marzo, concursó en el programa de supervivencia "Chuang 2020" también conocido como "Produce Camp 2020". Sus interpretaciones destacadas fueron: "Miss Freak" y "River". Fue eliminada en el episodio 10 después de clasificarse en el 8º lugar. Estuvo a un puesto de debutar en el grupo "BonBon Girls 303".
El 6 de julio, abrió una cuenta personal en Instagram y anunció que hará un debut en solitario. Su primer sencillo digital, "Listen"(聆听), fue lanzado el 16 de julio. El tema fue compuesto y escrito por Huang Zi Tao. El 29 de septiembre, su segundo tema digital, "OMG" fue lanzado como el cuarto sencillo del proyecto especial "Light of the Beginning" en TME New Awards.
Debutó como actriz el 22 de septiembre interpretando el papel de Xu Jing en la serie de televisión china, Airbenders.
Desde el 17 de octubre, es cheerleader de un equipo de baloncesto en el programa de deportes y supervivencia, "Dunk of China", que ayudará a encontrar a la próxima estrella del baloncesto chino a través de una serie de retos.
El 23 de diciembre, apareció como artista invitado en el show "Yummy Man".
El 25 de diciembre, ganó el premio "Esquire Mahb Awards", al nuevo mejor artista.
Xu Yiyang lanzó su primer EP, Gravity (会不会再见), ⁣ el 8 de enero, con tres canciones (cada una tiene una versión instrumental). El mismo día se estrenó el vídeo musical de la canción principal homónima.

## Discografía

### Extended plays
| Título  | Detalles del álbum |
| ------- | --- |
| Gravity | - Lanzamiento: 8 de enero de 2021 - Sello: L.TAO Entertainment - Formatos: CD, descarga digital, reproducción online Ver listaListado de pistas 1. Pierrot 2. Gravity 3. Super Power 4. Pierrot (inst.) 5. Gravity (inst.) 6. Super Power (inst.) |

## Filmografía

### Series de televisión
| Año  | Título     | Título original | Rol     | Red      | Notas              | Ref.   |
| ---- | ---------- | --------------- | ------- | -------- | ------------------ | ------ |
| 2020 | Airbenders | 乘风少年        | Xu Jing | Mango TV | Debut en actuación | [ 24 ] |

### Shows
| Año  | Título            | Título original       | Red       | Notas                               | Ref.          |
| ---- | ----------------- | --------------------- | --------- | ----------------------------------- | ------------- |
| 2016 | My SMT            | My SM Television      | Youku     | Con Koeun, Hina, y Ningning (Aespa) |               |
| 2018 | The Next Top Bang | 中国梦之声·下一站传奇 | Dragon TV | Concursante                         | [ 25 ] [ 26 ] |
| 2020 | Produce Camp 2020 | 创造营2020            | Tencent   | Concursante                         | [ 27 ] [ 28 ] |
| 2020 | Dunk of China 3   | 这！就是灌篮3         | Youku     | Cheerleader                         | [ 29 ] [ 30 ] |